# Pareremus muelleri
Pareremus muelleri är en insektsart som först beskrevs av Brunner von Wattenwyl 1888.  Pareremus muelleri ingår i släktet Pareremus och familjen Gryllacrididae. Inga underarter finns listade i Catalogue of Life.